# 진 이세황제
진 이세황제(秦 二世皇帝, 기원전 229년 ~ 기원전 207년)는 진나라의 제32대 군주이자 제2대 황제로, 진 시황제의 막내아들이다. 성은 영(嬴), 씨는 조(趙) 혹 진(秦), 휘는 호해(胡亥)다.
재위하는 기원전 210년에서 기원전 207년까지 환관 조고가 섭정하였다.
시황제가 전국 순행 도중 병에 걸려 유서를 내렸을 당시 황태자인 부소(이세황제의 이복 형)에게 황위를 이으라 적혀 있었으나 시황제가 붕어하고 승상 이사와 중거부령인 환관 조고는 이를 호해와 함께 조작하였고 시황제의 운구가 수도 함양(咸陽)으로 돌아간 후에 조작한 유서를 증거 삼아 이세황제가 제위에 올랐다.
이세황제는 자신의 뜻을 이루고자 부소를 죽게 하고, 즉위한 후 시황제의 공자들을 모조리 죽였으며, 자신은 이사와 조고에게 모든 정치를 맡기고 사치와 향락에 빠진 사이에 조고가 부린 욕심 탓에 이사 승상을 고문한다. 이사는 이세황제에게 상소문을 보내었지만 조고가 불태워 버린다.
이사는 요참형에 처해지고 조고가 승상이 되나 진은 이미 진승(陳勝)과 오광(吳廣)이 일으킨 봉기를 시발로 하여 많은 반란이 일어났다. 조고는 점점 역심을 품었다. 기원전 207년에 조고는 군사를 이끌고 함양궁으로 쳐들어와 사치와 향락에서 헤어나지 못하던 이세황제를 자결하라 결국 다그친 때 겁먹은 이세황제는 조고에게 살려달라 애걸하였으나 조고와 그의 조카가 제기하는 집요한 고집에 못이겨 자결하니 그때 이세황제의 나이는 22살이었다. 그의 무덤은 시안의 한 공원에 진 이세황제릉(秦二世皇帝陵)이라는 이름으로 남아 있다.
일설에 의거하면, 시황제는 이사에게 신선에게서 받은 기서(奇書)를 해독하라 일렀는데 거기서 이사는 단 하나의 사자성어만을 해독하였으니 그것이 '망진자호'〔亡秦者胡 → 진을 망하게 하는 자가 호(胡)다.〕이다. 진시황제는 '호'(胡)를 흉노로 여기고 만리장성을 쌓았으나 그 '호'(胡)는 다름 아닌 자신이 가장 총애했던 막내아들 이세황제 호해의 '호'(胡)자와 한자가 같은 고로 '망진자호'(亡秦者胡)의 '호'(胡)는 흉노가 아닌 호해였다.
| 전임 아버지 시황제 정 | 제2대 중국 진나라 황제 기원전 209년 - 기원전 207년 | 후임 (왕으로 격하) |

| 전임 아버지 시황제 정 | 제6대 중국 진나라 왕 기원전 209년 - 기원전 207년 | 후임 조카 자영 |